# Сент-Сюзанн-е-Шамм
Сент-Сюзанн-е-Шамм (фр. Sainte-Suzanne-et-Chammes) — муніципалітет у Франції, у регіоні Пеї-де-ла-Луар, департамент Маєнн. Сент-Сюзанн-е-Шамм утворено 1 січня 2016 року шляхом злиття муніципалітетів Шамм i Сент-Сюзанн. Адміністративним центром муніципалітету є Сент-Сюзанн. Населення — 1224 особи (01.01.2021).